# Jean Saulnier
Jean Saulnier (* unbekannt, vor 1608; † unbekannt) war ein französischer Übersetzer und Sprachlehrer, Arzt, Kosmograph und Schriftsteller des 17. Jahrhunderts.

## Leben
Über Saulniers persönlichen Werdegang ist nur wenig bekannt. Sicher ist, dass er an der Université de Paris studierte und sein Studium mit einem Lizenziat der Künste (Licentié és Arts) abschloss. Er trat den Titulaturen seiner Bücher zufolge auch als Maistre és Arts auf. Bekannt ist, dass er französischen Adligen sowie Ausländern Sprachunterricht in Spanisch, Italienisch und Deutsch erteilte, diesbezügliche Hinweise finden sich ebenfalls. Er beschäftigte sich auch mit Kosmologie. Er war, einem Buchtitel nach, Sekretär von Henri II. de Bourbon, prince de Condé und trat auch als dessen Arzt in Erscheinung, allerdings nicht mehr nach 1624. Einer Buchwidmung kann entnommen werden, dass er, zumindest eine Zeitlang, wohl in einem gewissen Abhängigkeitsverhältnis zu einem Conseiller du Roy am Hofe Ludwigs XIII. stand, genannt wird Anthoine de Nicolay. Saulnier schrieb über verschiedene Themen, auch Theologie und Medizin, zumeist aber Lehrbücher über die spanische und italienische Sprache und Grammatik. Er verfasste ebenfalls Kurzgeschichten, darunter auch solche erotischen Inhalts.

## Wiederentdeckung
Insbesondere seine Introduction en la langue espagnolle von 1608 war der starken Konkurrenz der Grammaire espagnolle von César Oudin, zum ersten Mal erschienen 1597 und bis dahin bereits mehrfach editiert, ausgesetzt. Dies trug unter anderen Faktoren dazu bei, dass Saulniers Werke so gut wie in völlige Vergessenheit gerieten. Erst durch die Neueditionen der Introduction en la langue espagnolle und der Nouvelle grammaire italienne et espagnole von 1624 im Jahre 2012 sowie die Dissertation Seilheimers aus demselben Jahr, die diese beiden Werke zum Gegenstand hat, wurden sie wieder heutigen Lesern und der Sprachwissenschaft in das Bewusstsein gebracht.

## Werke
- L’Escole francoise [sic] et italienne. Paris 1608. Neuedition 2015.
- Epitome molto facile : per imparare e saper ragionare da tutte le arti e scienze tan utili che inutili co [sic] un picciolo trattato della fisionomia di ciascuno. Paris 1608. Neuedition 2015.
- Introduction en la langue espagnolle. Paris 1608. Neuedition 2012.
- Discours facetieux et tres-recreatifs. Paris 1608.
- Les sentences memorables dv Sievr Pedro de Montealto poëte espagnol. Paris 1608
- Cosmologie du monde, tant celeste que terrestre. Paris 1618
- Los memorables dichos y sentencias de varios filósophos oradores. Erstauflage Paris 1619, weitere Auflagen 1621 und 1669
- Le vray moyen de se maintenir longvuement en santé. Paris 1619
- Nouvelle grammaire italienne et espagnole. Erstauflage Paris 1624, weitere Auflagen 1634 und 1635, Neuedition 2012.
- Le tableau des véritez chrestiennes contenant les résolutions de plusieurs belles questions théologiques et morales traduit de l'italien du R. P. Ange Delly,... par Me J. Saulnier,..., Erstauflage Paris 1631, weitere Auflagen 1632, 1633, 1636 und 1646